# Szerlit
Szerlit, Schörl, Szerl – minerał z gromady krzemianów, zaliczany do krzemianów pierścieniowych. Czasami, szczególnie w starszej literaturze jest opisywany jako borokrzemian. Należy do grupy turmalinu, tworząc szeregi izomorficzne z elbaitem i drawitem. Nazwa pochodzi od starogermańskiego terminu schörl, oznaczającego minerały płonne towarzyszące rudzie. 

## Charakterystyka

### Właściwości
Jest minerałem kruchym, słabo przeświecającym. Zazwyczaj jest czarny, ale bywa także ciemnozielony, brunatnoczarny, ciemnoniebieski, zielono- i niebieskoczarny. Stanowi najbardziej rozpowszechniony minerał z grupy turmalinów. Przy ogrzewaniu wykazuje efekt piroelektryczności, a przy naciskaniu piezoelektryczności. Występuje w skupieniach promienistych, włóknistych i ziarnistych. 

### Powstawanie
Schörl powstaje w granitach, pegmatytach, utworach hydrotermalnych, skałach metamorficznych (grejzenach, skarnach, gnejsach, łupkach łyszczykowych) oraz w złożach okruchowych. 

### Minerały towarzyszące
Szerlit tworzy kryształy mieszane drawitem (przede wszystkim odmianami magnezowymi) i elbaitem (odmiany litowo-glinowe). Najczęściej występuje z berylem, almandynem, topazem, kasyterytem, ortoklazem, mikroklinem, albitem, kwarcem lub fluorytem. 

### Krystalochemia
Jak i w innych turmalinach, tak i w szerlicie podstawowym elementem strukturalnym jest heksagonalny pierścień utworzony z tetraedrów krzemotlenowych [SiO4]4− tworzących złożony anion kompleksowy [Si6O18]12−. Do wierzchołków skierowanych zgodnie z osią krystalograficzną Z przyłączają się kationy Fe2+, Mg2+, Fe3+, Al3+, występujące w otoczeniu sześciu anionów O2−, OH− i F−. Analizy chemiczne wykazują bardzo zróżnicowany skład chemiczny: do 44% SiO2, 44% Al2O3, 12% BO3, 36% Na2O, 36% FeO, a także MnO, Cr2O3, Ti, Sn, P, Be, Cu, Ba, Cs i in.

### Geneza
Powstaje wskutek borowej pneumatolizy związanej z magmą granitową. Pojawia się w granitoidach oraz pegmatytach granitowych. Jest obfity wśród skał zmetamorfizowanych wskutek metasomatozy kontaktowej (głównie pneumatolizy) – grejzeny, skarny, kwarcyty turmalinowe. W tej strefie może tworzyć także skały turmalinowe, związane z turmalinizacją skał starszych.

### Minerały podobne
Minerałami podobnymi do szerlitu są: hornblenda, aktynolit, beryl, andaluzyt, ilwait. 

### Występowanie
Szerlit jest częstym minerałem stref kontaktowych, pegmatytowych, zgrejzenizowanych itp.
Jego dobrze wykształcone kryształy występują przede wszystkim w Niemczech (St. Andreasberg, Harz Mt), Anglii (Bovey Tracey, Devon); Włochszech (san Piero in Campo, Elba); Rosji (Murzinka, Ural), USA (Haddam, Middlesex Co., Connecticut, Pierrepont, St. Lavrence Co., New York, Stony Point, Alexander Co., Statesville, Iredell Co., north Carolina, Litte Three mine, Ramona, san Diego Co., California); Meksyku (Santa Cruz); Brazylii (Bom Jesus de Lappa I Meddes Pimental, Minas Gerais); Namibii (Anibib I Farm etemba); Afganistanie (Nuristan district, Langhman province), Madagaskarze, Mozambiku, Czechach, Francji, Szwecji, Pakistanie oraz Australii. 
W Polsce turmaliny występują głównie na Dolnym Śląsku i w Tatrach Zachodnich (Czuba Goryczkowa). Na Dolnym Śląsku są pospolite, ale brak większych przezroczystych odmian. Do celów zdobniczych nadają się czarne schorle z Gór Sowich. Najpiękniejsze turmaliny (do 20 cm) znajdują się w okolicach Piławy Dolnej, Bielawie, Owiesna, Zagórza Śląskiego i Gilowa, gdzie występują także "słońca turmalinowe", największe (70x30x20 cm) zostało znalezione w Lutomii. Schorle pojawiają się również na kontakcie granitognejsów z łupkami na Pogórzu Izerskim (Czerniawa-Zdrój, Wzgórze Kamień k. Mirska).
Turmaliny można znaleźć także m.in. w Górach Izerskich, Michałkowej, Kowarach, Karpaczu, Lutomii Górnej, Różanej, Walimiu, Rzeczce, Jugowie, Łomnicy k. Jeleniej Góry, Strzegomiu, Żółkiewce, Szklarach, Koźmicach k. Ząbkowic Śląskich. 

### Zastosowanie
- Głównie znaczenie naukowe i kolekcjonerskie.
- W dawniejszych czasach był stosowany jako kamień do wyrobu biżuterii pogrzebowej.
- rzadko stosowany jako kamień ozdobny[1].

## Galeria

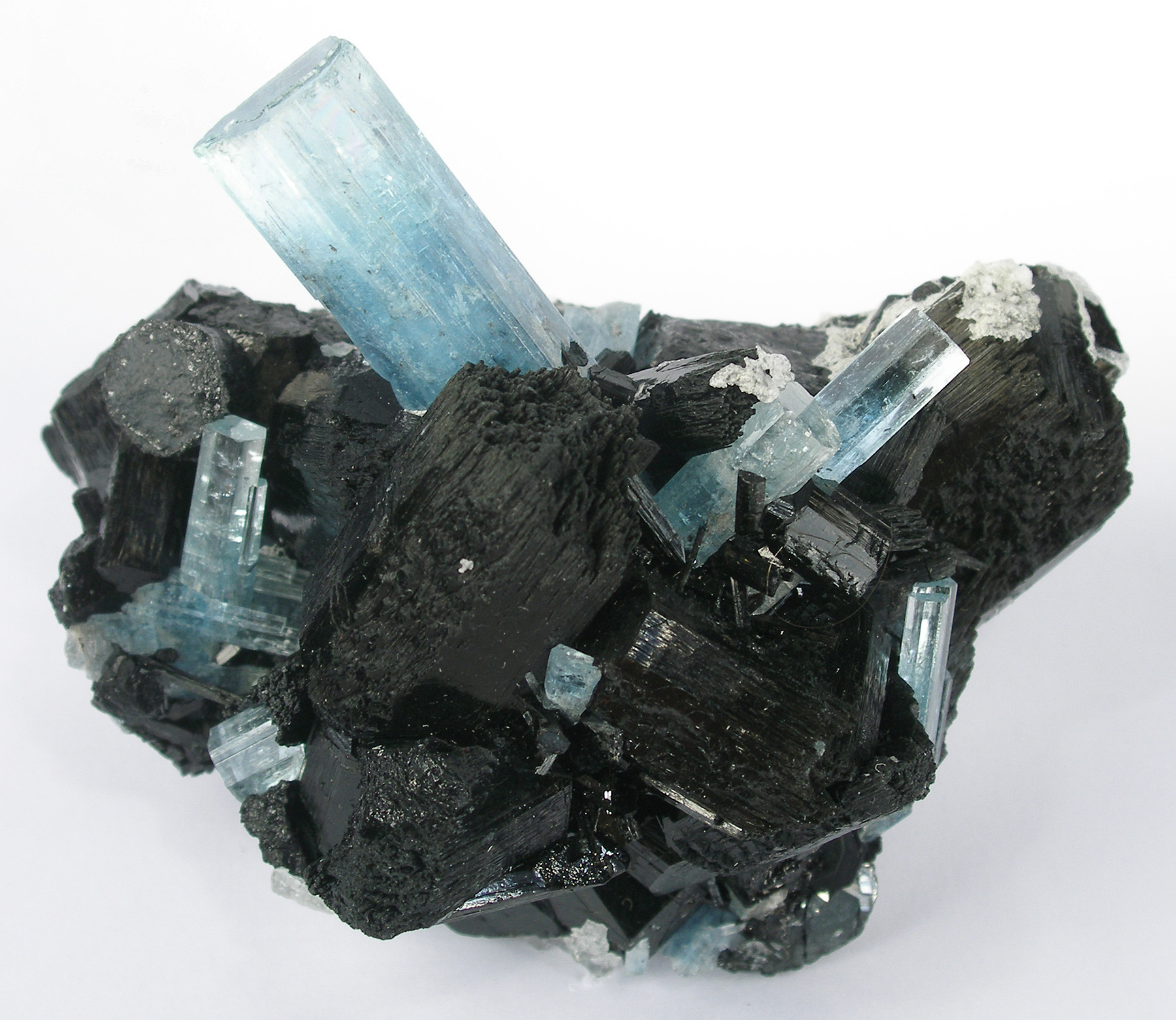
Szerlit z akwamarynem z Gór Erongo w Namibii
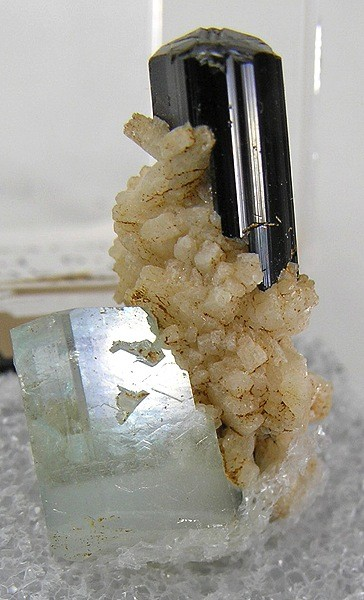
Schorl z Pakistanu
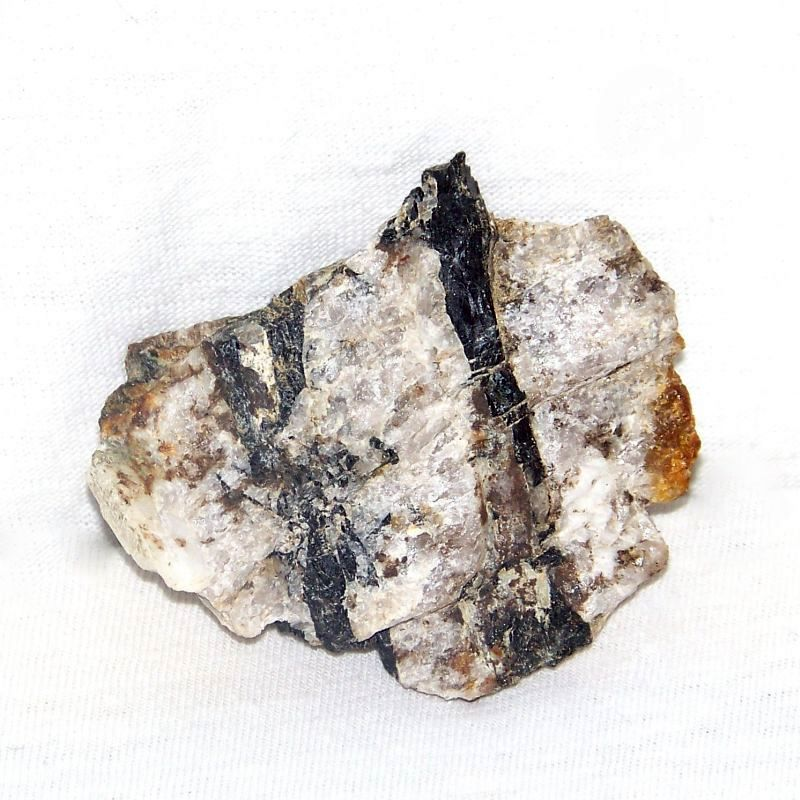
Szerlit z Gór Sowich
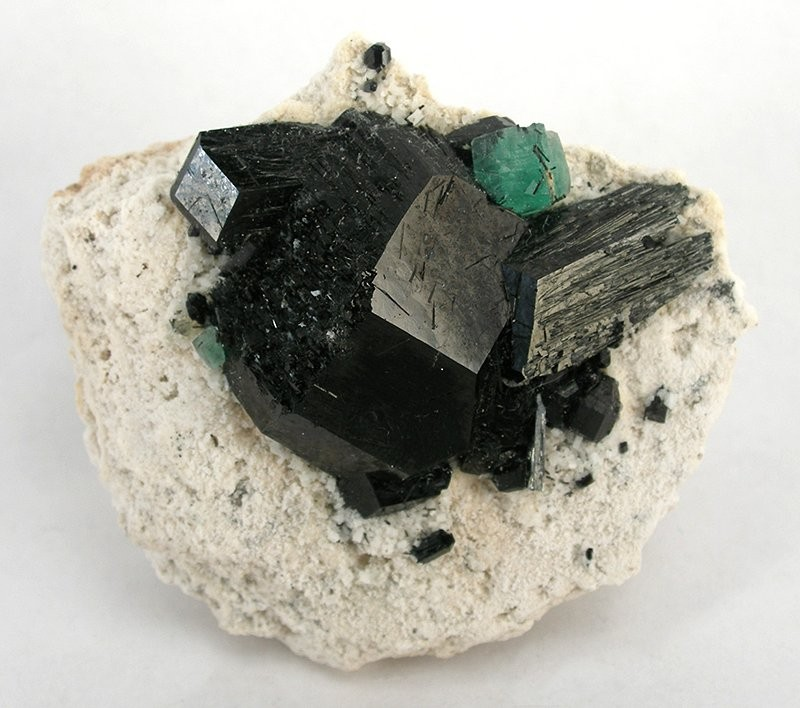
Szerlit z zielonym fluorytem z Gór Erongo w Namibii